# Battaglia della Collina 170
La battaglia della Collina 170 fu una battaglia combattuta nel gennaio del '45 dalla 3ª Brigata d'assalto britannica e dalla 54ª Divisione giapponese durante la seconda guerra mondiale, come parte della campagna della Birmania.
Alla 3ª brigata fu dato l'ordine di attaccare la penisola dell'Arakan a Myebon. L'obiettivo era la conquista delle vette delle Chin Hills meridionali, in modo tale da tagliare le vie di approvvigionamento e di fuga verso Rangoon dei giapponesi. Questo scontro fu l'apice delle operazioni nell'Arakan e il risultato abbatté il morale della 54ª Divisione giapponese. Se invece avessero perso gli alleati, la testa di ponte appena creata sarebbe stata distrutta.
Dopo la battaglia, il comandante dei XV Corps indiani, il tenente generale Sir Philip Christison, sottolineò come la battaglia di Kangaw fu vinta grazie alla strenua difesa della Collina 170.

## Antefatti
Nel tardo dicembre del '44, i XV Corps indiani passarono all'offensiva e il 29 dicembre, la 3ª Brigata, comandata dal Brigadiere Campbell Hardy, sbarcò senza incontrare resistenza sull'isola di Akyab. Oltre a questa operazione, si svolsero altre ricognizioni su altre isole intorno alla penisola di Meybon. Durante una di queste, un gruppo di soldati si scontrò con alcune truppe giapponesi, uccidendone quattro, senza subire alcun danno.
Il 12 gennaio 1945, la brigata d'assalto effettuò lo sbarco sulla penisola. Giunti a riva dopo la No. 42 (Royal Marine) Commando, la No. 5 Commando avanzò fino a che si ritrovarono sotto il fuoco dell'artiglieria nemica posizionata sulla collina Rose, chiamata così durante la pianificazione dell'attacco. La mattina seguente, forti del supporto aereo e dei carri armati della 19ª Lancieri, No. 5 Commando attaccò la postazione nemica. Alla fine si riuscì a conquistare la posizione, ma non si presero prigionieri poiché i giapponesi combatterono fino alla fine.
Nei due giorni successivi i soldati ripulirono la zona dai nemici, prima di essere richiamati per riposarsi. Successivamente venne conquistato il villaggio di Kantha prima di dirigersi verso Kangaw, un crocevia di canali dove Christinson aveva deciso di tagliare la via per la ritirata. Il terreno non era dei più favorevoli; era composto principalmente da risaie e foreste di mangrovie e, quindi, carri armati e artiglieria non potevano essere usati. Il tutto era dominato da un crinale ricoperto di vegetazione conosciuto come Collina 170.

## La battaglia

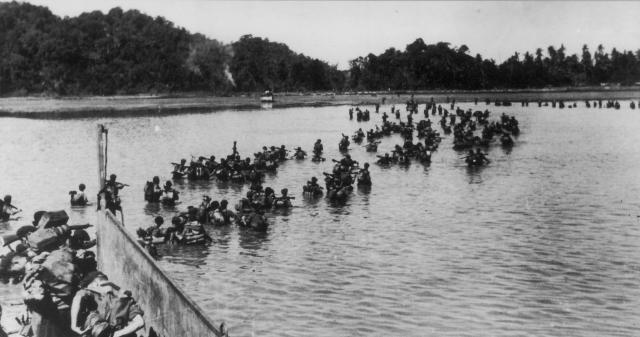
La 3ª Brigata d'assalto raggiunge la riva durante la campagna della Birmania.

La 3ª Brigata approdò 3,2 km a sud di Kangaw senza sfruttare supporto aereo e navale, per cercare di cogliere di sorpresa il nemico. Ogni unità aveva un obiettivo diverso. All'unità NO. 1 Commando, aiutata dalla No. 5 Commando, fu assegnata la conquista e messa in sicurezza della Collina 170, nome in codice Brighton, lunga 640 m, larga 270 m e alta circa 300 m. La No. 42 Commando avrebbe difeso la testa di ponte tra due canali, il cui nome in codice era Thames e Mersey. La No. 44 Commando dovette occuparsi di due valli ad est della collina: il 22 gennaio la prima, detta Milford, venne occupata e il giorno seguente anche Pinner  fu conquistata. Tutte le unità raggiunsero i propri obiettivi incontrando poca resistenza. Nella notte del 23 gennaio i giapponesi attaccarono nella valle Pinner e bombardarono con l'artiglieria le posizioni inglesi sulla collina con una potenza di fuoco ancora mai vista su questo fronte del conflitto. Questo fuoco di sbarramento andò avanti per alcuni giorni.
Il 26 gennaio, la 51ª Brigata di fanteria indiana, coadiuvata dai carri armati Sherman della 19ª Lancieri, sostituì la No. 44 Commando di stanza in Milford e Pinner. Nella notte del 28 gennaio la Brigata lanciò un attacco verso Kangaw e due alture il cui nome in codice era Perth e Melrose, che dominavano la strada a est della città. A causa della resistenza giapponese, non riuscirono completamente nell'impresa, tuttavia conquistarono la città e altre posizioni che dominavano la strada.

### Contro attacco giapponese
Il piano originale inglese prevedeva il ritiro della 3ª Brigata il 30 gennaio, ma questo saltò a causa del contro attacco giapponese per mano del 154º Reggimento di fanteria. Il giorno seguente, alle 5:45 il 2º battaglione del reggimento lanciò un attacco a sorpresa verso la collina supportato dall'artiglieria e dalle mitragliatrici. L'obiettivo era la zona nord-est della collina, difeso dal 4° troop della No. 1 Commando. I soldati inglesi vennero accerchiati con le mitragliatrici in attesa dell'attacco vero e proprio: lanciando granate per aprirsi la strada, alle 7:30 i giapponesi attaccarono su un fronte di 90 m.
A questo punto, Collina 170 era difesa da No. 1 e No. 42 Commando, supportati dai carri armati del 19° Lancieri. Questi ultimi vennero minacciati da attacchi suicidi da parte di soldati giapponesi armati di esplosivi legati alla cima di aste di bambù. Due dei tre carri vennero distrutti dopo che i soldati riuscirono a raggiungere la sommità del carro e a far detonare l'esplosivo.
La fanteria giapponese continuò ad attaccare durante la giornata e fu il 4º troop del No. 1 Commando a dover sostenere l'attacco. Alle 9:30, un contro attacco fu lanciato da W Troop del No. 42 Commando e dal No. 3 Troop del No. 1 Commando, ma fu abbandonato a causa del fuoco di sbarramento delle mitragliatrici. Il successivo tentativo fu eseguito dal X Troop del No. 42 Commando, supportato dall'ultimo carro armato, ma fallì anch'esso. I British commandos decisero quindi di indirizzare tutta l'artiglieria e il fuoco dei mortai contro le postazioni giapponesi. Alle 14:00, il No. 6 Troop del No. 1 Commando tentò un'altra volta un contro attacco, ma questo fallì e metà dell'unità morì nell'intento. A quel punto la No. 5 Commando a Pinner era stata liberata grazie al 8/19º Reggimento Hyderabad, proveniente dalla 51ª Brigat,a e si era riunita alla 3ª Brigata sulla collina, aumentando la potenza di fuoco contro le postazioni nemiche grazie alle loro mitragliatrici. Alle 16:00 il 2/2º Reggimento Punjab della 51ª Brigata riuscì a farsi strada sul fianco sinistro della collina, andando ad attaccare i giapponesi da quel lato. Allo stesso tempo la No. 5 Commando sostituì il No.4 Troop in prima linea, ad eccezione di una zona dove erano stati sopraffatti. Poco dopo le 17 alcuni giapponesi iniziarono a ritirarsi dalla collina e il 2/2º Reggimento Punjab iniziò un attacco notturno che però non riuscì a smuovere dalle loro posizioni i nemici. Allo stesso modo l'attacco notturno giapponese contro la No. 5 Commando fallì.
Durante l'ultimo giorno di battaglia si stima che i giapponesi usarono circa 700 granate. In un giorno di combattimenti continui, per la maggior parte corpo a corpo, gli uomini delle No. 1 e No. 42 Commando riuscirono a respingere le ondate di soldati giapponesi. Il giorno seguente, la No. 5 Commando fu in grado di avanzare e scoprì che la collina era stata abbandonata e trovarono solo i corpi dei 340 giapponesi caduti. Le perdite inglesi erano composte da 45 morti e 90 feriti.

## Conseguenze
La vittoria permise di tagliare le vie di fuga della 54ª Divisione giapponese. Grazie all'arrivo della 25ª Divisione indiana e l'avanzata terrestre dell'82ª Divisione (West Africa) i giapponesi furono costretti a ordinare la ritirata della 28ª Armata giapponese dall'Arakan, per evitare che venisse completamente annientata.
Per l'impresa compiuta, i soldati furono insigniti del "battle honour Kangaw". Gli uomini della 3ª Brigata Commando ricevettero varie onorificenze, come il tenente George Knowland, No. 4 Troop, No.1 Commando, il quale ottenne una Victoria Cross, per il coraggio mostrato durante la battaglia.